# Winklarn (Németország)
Winklarn település Németországban, azon belül Bajorországban. Lakosainak száma 1378 fő (2023. december 31.). Winklarn Schönsee, Weiding, Thanstein, Dieterskirchen és Oberviechtach községekkel határos.

## Népesség
A település népessége az elmúlt években az alábbi módon változott:
| Lakosok száma | 907  | 965  | 1422 | 1417 | 1442 | 1420 | 1404 | 1409 | 1368 | 1378 |
|               | 1875 | 1950 | 1975 | 1987 | 2012 | 2014 | 2016 | 2017 | 2021 | 2023 |